# Hotel Lux
Koordinaten: 55° 45′ 47,4″ N, 37° 36′ 31,4″ O

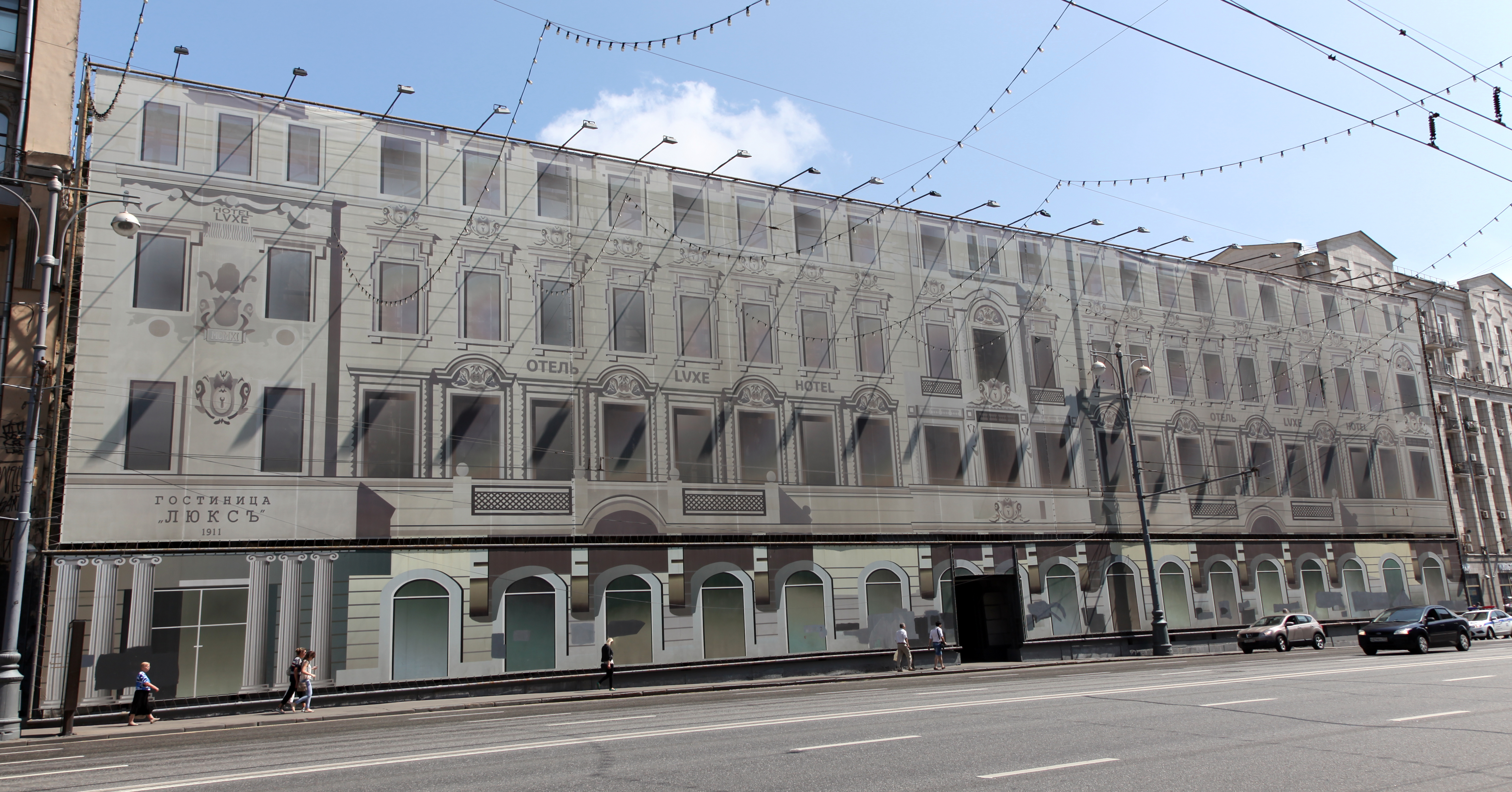
Das ehemalige Hotel Lux in Moskau (2013).

Das Hotel Lux war ein Hotel in Moskau, in dem in den frühen Jahren der Sowjetunion zunächst führende kommunistische Emigranten einquartiert wurden.

## Geschichte
Erbaut wurde das Hotel 1911 als Hotel Franzija (Hotel Frankreich) vom Sohn des Bäckers Iwan Filippow in der Twerskaja 36 als vierstöckiger Bau. Das Hotel beherbergte auch das Filippowsche Café.
Nach der Oktoberrevolution wurde das Hotel in „Люкс(ъ)“ umbenannt, was dem gängigen französischen Hotelnamen „(de) luxe“, nicht aber dem lateinischen Wort „lux“ entspricht. Namensgeber war nach russischen Quellen der in Paris hingerichtete Adam Lux. Ab 1921 war dort das Gästehaus der Kommunistischen Internationale untergebracht. 1933 stockte man das Haus um zwei Etagen auf. Zu dieser Zeit hatte das Hotel 300 Zimmer und konnte an die 600 Personen beherbergen. Die Adresse lautete zwischenzeitlich uliza Gorkowo (Gorkistraße) 10.
Die dort in den 1930er Jahren lebenden, überwiegend deutschen Exilanten waren für Moskauer Verhältnisse sehr gut versorgt, obwohl Bewohner von Rattenplagen berichteten. Viele Bewohner des Hotel Lux wurden zur Zeit des Großen Terrors zwischen 1936 und 1938 durch das NKWD festgenommen, verhört und gefoltert. Nach der Verurteilung auf der Basis i. d. R. willkürlicher Anklagen wurden sie in Straflager (vgl. Gulag) deportiert oder hingerichtet. Im Oktober 1941 wurden die Bewohner des Lux, als deutsche Truppen nur noch wenige Kilometer vor Moskau standen, nach Ufa evakuiert, konnten jedoch bereits im Februar 1942 zurückkehren.
Gegen Ende des Zweiten Weltkrieges beherbergte das Hotel für kurze Zeit die Gruppe Ulbricht, die am 30. April 1945 von hier startend nach Deutschland ausgeflogen wurde.
Die letzten „Politischen“ verließen 1954 das Hotel. Anschließend wurde es als „Hotel Zentralnaja“ wieder ein normaler Hotelbetrieb.
Seit Jahren wird das Gebäude saniert. Nach Rückbenennung der Twerskaja lautet die Adresse heute Twerskaja-Straße (russ. Тверская улица) 10.

## Persönlichkeiten (Auswahl)
Zu den im Hotel Untergebrachten mit zum Teil langer Aufenthaltsdauer gehörten u. a. folgende Persönlichkeiten:
- Ernst Fischer
- Ruth Fischer wurde während ihres KPD-Ausschlusses zehn Monate unter Hausarrest gehalten.
- Wolfgang Leonhard, 1943
- Ruth von Mayenburg, KPÖ
- Heinz Neumann und Margarete Buber-Neumann, KPD
- Walter und Lotte Ulbricht, 1935
- Herbert Wehner, 1937 bis Anfang 1941
- Markus Wolf

Weitere Bewohner waren u. a.: Johannes R. Becher, Bolesław Bierut, Willi Bredel, Georgi Dimitrow, Fritz Erpenbeck, Klement Gottwald, Antonio Gramsci, Aino und Otto Kuusinen, Elisabeth Markstein, Imre Nagy, Wilhelm Pieck, Theodor Plivier, Ernst Reuter, Rudolf Slánský, Richard Sorge, Josip Broz Tito, Palmiro Togliatti, Erich Weinert, Clara Zetkin.

## Film
- Heinrich Breloer: Wehner - Die unerzählte Geschichte (2) Hotel Lux. Dokumentation. Deutschland 1993.
- Leander Haußmann: Hotel Lux. Spielfilm mit Michael Herbig Deutschland 2011.